# Steppstoff

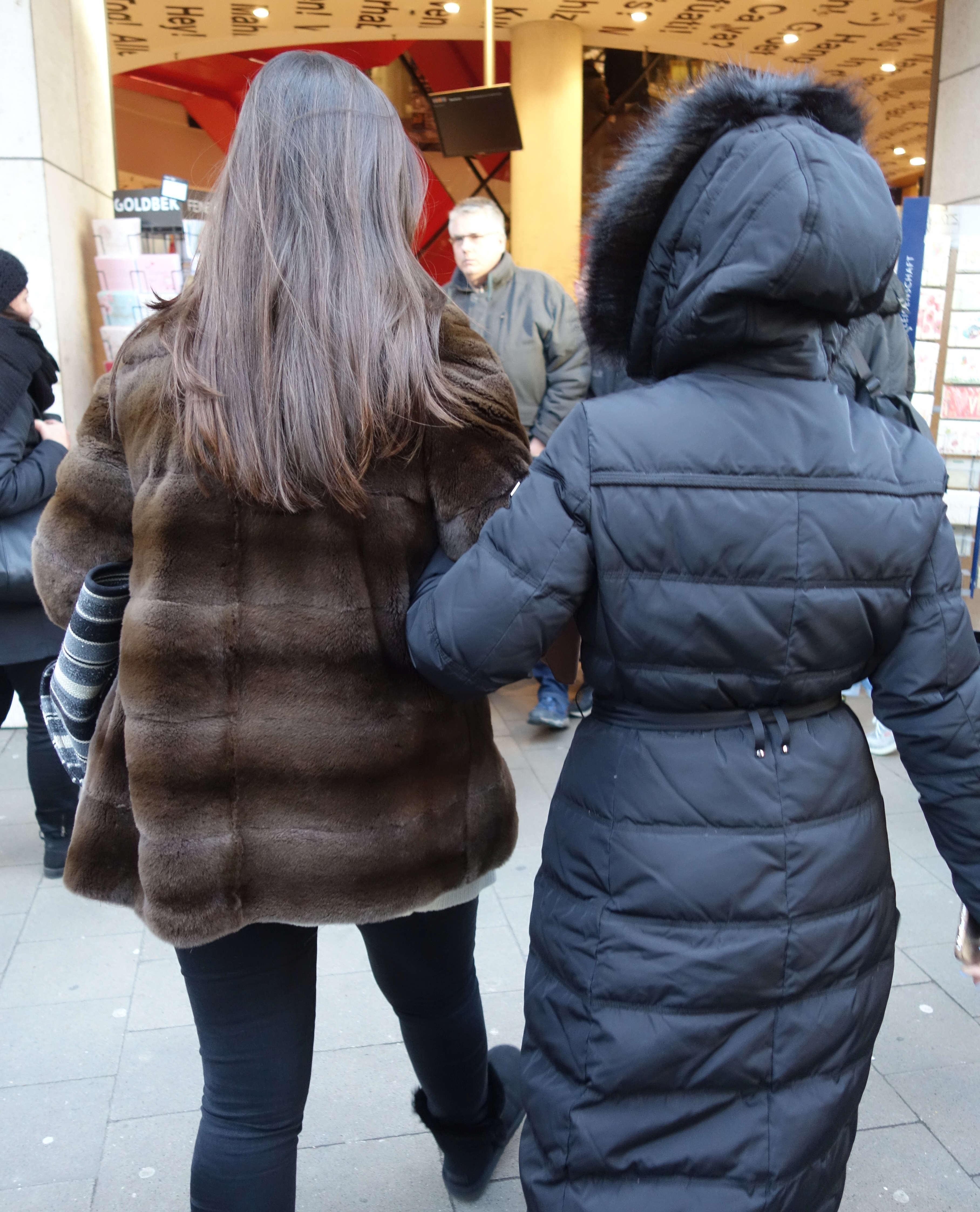
Steppmantel (rechts), 2019

Steppstoffe sind zwei- oder dreilagige Multitextilien, die aus mindestens einem Obergewebe, einem Unterstoff und einer Steppnaht bestehen. Sie haben wegen ihres leichteren Gewichts die bisherigen Winterstoffe aus Wolle oder mit Plaidfutter fast vollständig abgelöst.
Bei zweilagigen Obergeweben befindet sich auf der Rückseite immer ein Vlies, dessen Außenseite thermisch verfestigt ist oder mit einem Kleber eingestrichen wurde, damit eine dritte Lage (ein Futterstoff) entfallen kann. In einer hochwertigen und besonders strapazierfähigen Ausführung geschieht dies mit einem aufkaschierten Futter. Das ist vor allem bei Ausreiß- oder fest eingenähtem Futter mit der Rückseite zum Oberstoff üblich, mit saugfähiger Rückseite und gut dehnfähigem Oberstoff für Langlaufkleidung.
Dreilagige Steppstoffe bestehen aus einem Oberstoff und einem Unterstoff, die durch eine Steppnaht verbunden sind, dazwischen befindet sich ein Füllmaterial. Die Steppnähte können auf vorkonfektionierten Stoffbahnen in den Handel kommen, oder aber das Vlies wird nachträglich und entsprechend dem kleidungsgemäßen Zuschnitt in einer sogenannten hängenden Einarbeitung aufgebracht.
Neben der normalen Längs- und Quersteppung gibt es viele Varianten: diagonal, geometrische oder Rhomben-Effekte, wulstig betonte Kragen und Taschen oder einen völligen Verzicht auf von außen sichtbare Steppnähte (Innenstepper).
Die Oberstoffe müssen genau auf das Füllmaterial abgestimmt werden, zum Beispiel federn- und daunendicht sein, auch um den Stichelhaar-Effekt des Durchdringens von Füllfasern an den Nähten, durch das Futter oder den Oberstoff zu verhindern. Trotzdem muss die Ausrüstung weich und fließend und nicht steif und hart sein. Weiche Vliese ab 40 g/m² können im Tauchverfahren silikonisiert und damit wasserabweisend gemacht werden. Füllmaterialien können unter anderem sein: Daunen, Fiberfill, Fiberfill-Vies oder feste Vliesbahnen. Da es sich bei Steppstoffen hauptsächlich um Kleidung zum Wärme- und Witterungsschutz handelt, müssen sie wetterfest imprägniert sein, aus Klimastoff oder zusätzlich mit Nässesperr-Membranen versehen sein.
Als Oberstoffe sind neben Popeline und Gabardine auch gechintzte, gewachste, geölte oder beschichtete Gewebe sowie imprägnierte gewaschene Naturseide, Canvas, leichter Loden, Polyamid-Taft auch Antigliss, aber auch Einschütte, Daunenperkal und Inlett verarbeitet worden. Neben diesen, hauptsächlich klassischen Obermaterialien hat die Industrie inzwischen diverse Ausrüstungen und feine Fasern für Stoffe entwickelt, die zumeist leichter und den bisherigen in bestimmten Eigenschaften deutlich überlegen sind.